# Максим Сакулцан
Максим Сакулцан (рум. Maxim Saculțan, музичний псевдонім — Magnat; нар. 18 листопада 1996, Теленешти, Теленештський район) — молдовський репер та борець вільного стилю, дворазовий бронзовий призер чемпіонатів світу серед молоді, бронзовий призер чемпіонату Європи серед дорослих, учасник Олімпійських ігор.

## Життєпис
Народився в Теленештах, але в дитинстві переїхав з родиною до Кишиніва. Його батько був боксерм і хотів щоб його троє синів займалися боксом у столиці. До борцівського залу спочатку батько відвів старшого з братів — Яника, але для того, щоб він зміцнів і потім перейшов на бокс. Янеку боротьба сподобалась і він вирішив займатись нею. Потім зай його прикладом почав займатися середній з братів — Вадим, а згодом і найменший — Максим. Вадим досяг певних успіхів на кадетському рівні — двічі ставав призером чемпіонатів Європи.
Музикою Максим почав займатися під впливом сташого брата. Він зазгачає, що у Молдові він передусів відомий, як репер, хоча заняття спортом забирабть набагато більше зусиль.

## Спортивні результати на міжнародних змаганнях

### Виступи на Олімпіадах
| Змагання                    | Збірна  | Вагова категорія          | Місце |
| --------------------------- | ------- | ------------------------- | ----- |
| Літні Олімпійські ігри 2024 | Молдова | вільна боротьба, до 65 кг | 9     |

### Виступи на Чемпіонатах світу
| Змагання                        | Збірна  | Вагова категорія          | Місце |
| ------------------------------- | ------- | ------------------------- | ----- |
| Чемпіонат світу з боротьби 2021 | Молдова | вільна боротьба, до 65 кг | 15    |
| Чемпіонат світу з боротьби 2022 | Молдова | вільна боротьба, до 70 кг | 13    |
| Чемпіонат світу з боротьби 2023 | Молдова | вільна боротьба, до 65 кг | 5     |

### Виступи на Чемпіонатах Європи
| Змагання                         | Збірна  | Вагова категорія          | Місце  |
| -------------------------------- | ------- | ------------------------- | ------ |
| Чемпіонат Європи з боротьби 2019 | Молдова | вільна боротьба, до 65 кг | 5      |
| Чемпіонат Європи з боротьби 2020 | Молдова | вільна боротьба, до 65 кг | 12     |
| Чемпіонат Європи з боротьби 2021 | Молдова | вільна боротьба, до 65 кг | Бронза |
| Чемпіонат Європи з боротьби 2022 | Молдова | вільна боротьба, до 65 кг | 5      |
| Чемпіонат Європи з боротьби 2023 | Молдова | вільна боротьба, до 65 кг | 12     |
| Чемпіонат Європи з боротьби 2024 | Молдова | вільна боротьба, до 65 кг | 14     |

### Виступи на інших змаганнях
| Змагання                                                       | Збірна  | Вагова категорія          | Місце  |
| -------------------------------------------------------------- | ------- | ------------------------- | ------ |
| Меморіал Вацлава Циолковського 2017                            | Молдова | вільна боротьба, до 65 кг | 9      |
| Київський Міжнародний турнір з боротьби 2019                   | Молдова | вільна боротьба, до 65 кг | 5      |
| Меморіал Іона Корнеану і Ладислава Сімона 2019                 | Молдова | вільна боротьба, до 65 кг | Срібло |
| Гран-прі «Іван Яригін» 2020                                    | Молдова | вільна боротьба, до 65 кг | 15     |
| Гран-прі Франції Анрі Деглана 2021                             | Молдова | вільна боротьба, до 65 кг | 8      |
| Київський Міжнародний турнір з боротьби 2021                   | Молдова | вільна боротьба, до 65 кг | 5      |
| Олімпійський кваліфікаційний турнір з боротьби 2020 (Будапешт) | Молдова | вільна боротьба, до 65 кг | 5      |
| Турнір Дана Колова — Николи Петрова 2022                       | Молдова | вільна боротьба, до 65 кг | 5      |
| Турнір Ібрагіма Мустафи 2023                                   | Молдова | вільна боротьба, до 70 кг | 14     |
| Турнір Степана Саргісяна 2023                                  | Молдова | вільна боротьба, до 70 кг | Бронза |
| Меморіал Іона Корнеану і Ладислава Сімона 2023                 | Молдова | вільна боротьба, до 70 кг | 7      |
| Турнір Дана Колова — Николи Петрова 2024                       | Молдова | вільна боротьба, до 70 кг | 10     |
| Олімпійський кваліфікаційний турнір з боротьби 2024 (Баку)     | Молдова | вільна боротьба, до 65 кг | 7      |
| Олімпійський кваліфікаційний турнір з боротьби 2024 (Стамбул)  | Молдова | вільна боротьба, до 65 кг | 13     |

### Виступи на змаганнях молодших вікових груп
| Змагання                                            | Збірна  | Вагова категорія          | Місце  |
| --------------------------------------------------- | ------- | ------------------------- | ------ |
| Чемпіонат Європи з боротьби серед юніорів 2014      | Молдова | вільна боротьба, до 60 кг | 11     |
| Чемпіонат Європи з боротьби серед юніорів 2015      | Молдова | вільна боротьба, до 66 кг | 12     |
| Чемпіонат Європи з боротьби серед юніорів 2016      | Молдова | вільна боротьба, до 66 кг | 5      |
| Чемпіонат світу з боротьби серед юніорів 2016       | Молдова | вільна боротьба, до 66 кг | 8      |
| Балканський чемпіонат з боротьби серед юніорів 2016 | Молдова | вільна боротьба, до 66 кг | Золото |
| Чемпіонат Європи з боротьби серед кадетів 2013      | Молдова | вільна боротьба, до 58 кг | 7      |
| Чемпіонат світу з боротьби серед кадетів 2013       | Молдова | вільна боротьба, до 58 кг | 7      |
| Чемпіонат Європи з боротьби серед молоді 2017       | Молдова | вільна боротьба, до 65 кг | 9      |
| Чемпіонат світу з боротьби серед молоді 2017        | Молдова | вільна боротьба, до 65 кг | 14     |
| Чемпіонат Європи з боротьби серед молоді 2018       | Молдова | вільна боротьба, до 65 кг | 9      |
| Чемпіонат світу з боротьби серед молоді 2018        | Молдова | вільна боротьба, до 65 кг | Бронза |
| Чемпіонат Європи з боротьби серед молоді 2019       | Молдова | вільна боротьба, до 65 кг | 5      |
| Чемпіонат світу з боротьби серед молоді 2019        | Молдова | вільна боротьба, до 65 кг | Бронза |